# Richard Savage (författare)
Richard Savage, född omkring 1697, död den 1 augusti 1743 i bysättningshäkte, var en engelsk skald. Savage var troligen av ringa stånd, men 1718 utspreds genom hans egen medverkan en romantisk historia, enligt vilken han skulle vara naturlig son till earl Rivers och lady Macclesfield, och han gjorde 1719 anspråk på sina rättigheter. Denna historia är troligen osann, men den upptogs av Samuel Johnson i hans "Life of Savage" (1744) och väckte ett intresse för skalden, som knappast berättigas av hans skrifter. Savage lyckades emellertid, sedan han 1728 utgivit dikten The bastard, förmå sina utpekade förnäma släktingar att ekonomiskt taga sig an honom för att undgå skandal. År 1727 arresterades han för mord på en viss James Sinclair, vilket han begått i drucket tillstånd, och han undgick dödsstraffet endast därigenom, att grevinnan av Hertford lade sig ut för honom. Hans levnadssätt var utsvävande, och hans vänner, till vilka också hörde Pope, som han försett med historier om samtida poeter till "Dunciaden", drog sig slutligen ifrån honom. Hans liv har flera gånger romantiskt behandlats, så i en roman av Charles Whitehead, "Richard Savage" (1842), i ett drama med samma namn av J.M. Barrie och H.B. Marriott-Watson (1891) samt av Gutzkow. Savages mest betydande poem är The wanderer (1729), som röjer inflytande av Thomsons strax förut utkomna "Seasons". För övrigt är han mest lyckad som satiriker. Hans arbeten utgavs 1775 av Samuel Johnson.

## Biografi

### Uppväxten

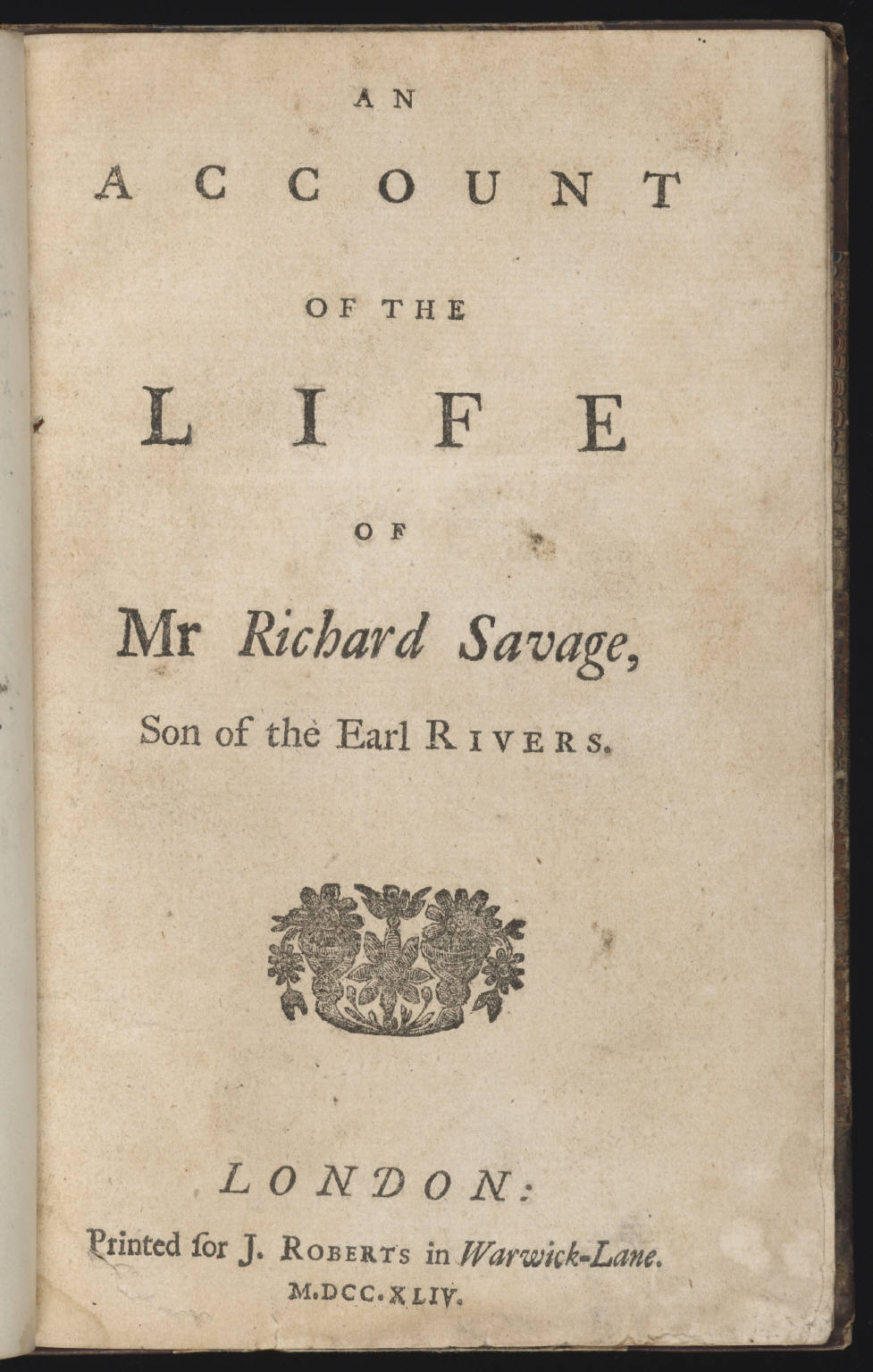
Framsidan av boken Life of Mr Richard Savage

Savages uppväxt och tidiga liv beskrivs av Samuel Johnson i dennes bok Life of Savage. Det är dock tveksamt hur pass tillförlitlig Johnson är som källa, eftersom han inte gjorde egna efterforskningar utan förlitade sig till de böcker, rapporter och magasin som förläggaren Edward Cave bibringade honom från arkivet tillhörande The Gentleman's Magazine'.

### Tidig karriär
Det första kända verket av Savage är en satirisk dikt över biskop Hoadly, med titeln The Convocation, or The Battle of Pamphlets (1717). Därefter skrev han komedin The Love in a Veil, med inspiration från Spanien, vars pjäs sattes upp 2018 och boken kom i tryck 2019. Det senare verket ledde in honom på vänskap med Sir Richard Steele, som blev hans första mecenat, liksom med Robert Wilks.

## Kända verk

### Verk för teater
- Love in a Veil: A Comedy (1719)
- Sir Thomas Overbury: A Tragedy (1724)

### Poesi
- The Convocation, or the Battle of the Pamphlets (1717)
- The Bastard (1728)
- The Wanderer (1729)
- An Author to Be Let (1730)

#### Om Richard Savage
- The Poetical Works of Richard Savage (1962) ed. Clarence Tracy